# Comuna Zelene, Novotroiițke
Zelene (în ucraineană Зелене) este o comună în raionul Novotroiițke, regiunea Herson, Ucraina, formată din satele Peremoha și Zelene (reședința).

## Demografie
Componența lingvistică a comunei Zelene
     Ucraineană (93,94%)
     Rusă (5,91%)
     Alte limbi (0,15%)
Conform recensământului din 2001, majoritatea populației comunei Zelene era vorbitoare de ucraineană (93,94%), existând în minoritate și vorbitori de rusă (5,91%).